# C/2020 F8 (SWAN)
C/2020 F8 (SWAN) — гіперболічна комета, яка була відкрита 25 березня 2020 року. Абсолютна загальна магнітуда комети становить 10.6m.
Очікується, що комета досягне перигелію 26 травня 2020 р. У цей момент вона перебуватиме на відстані 0.43 а. о. від Сонця, досягши зоряної величини принаймні 4m.